# Godegiselo

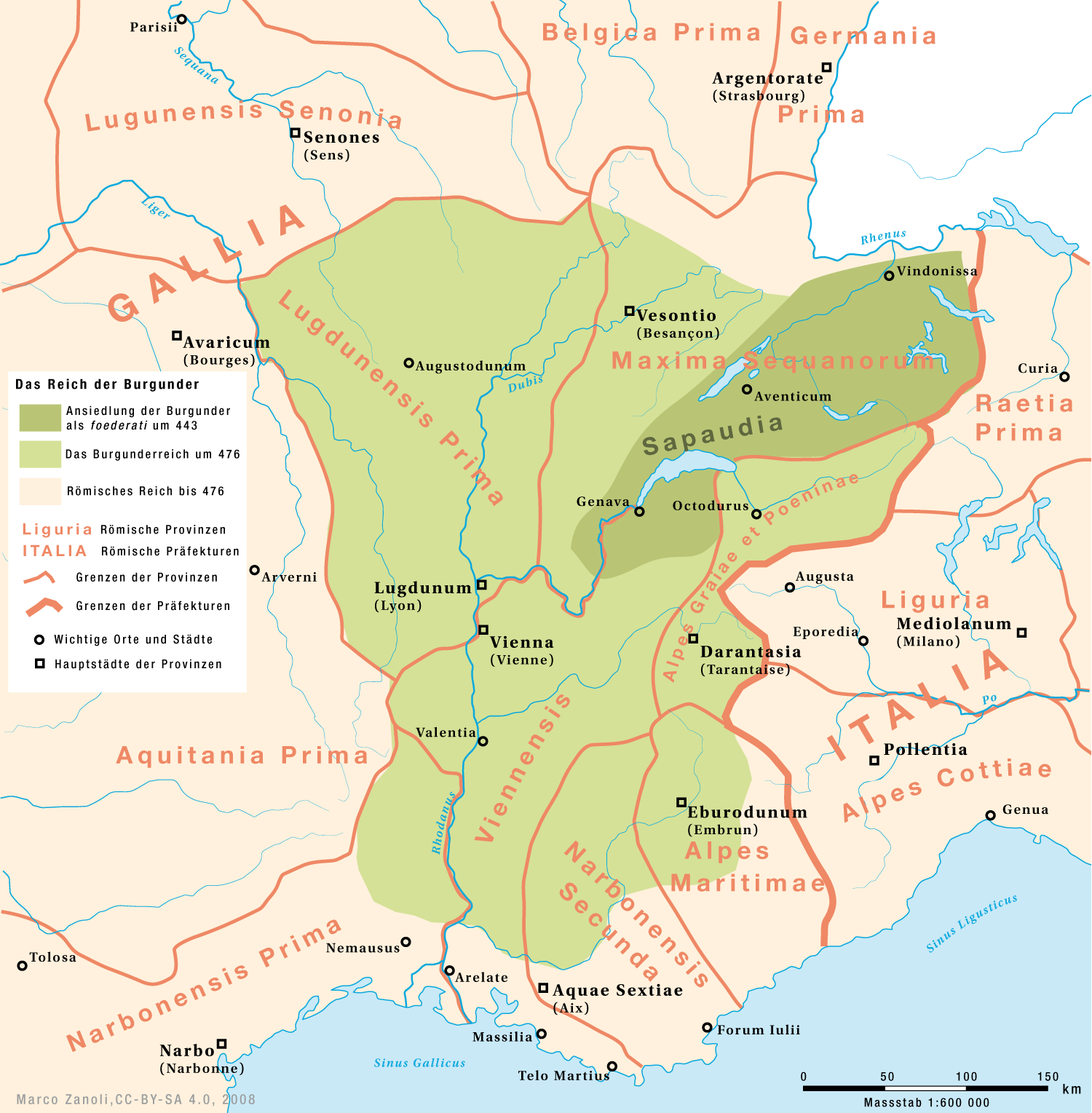
Regno dei Burgundi fra il 443 e il 476 d.C.

Godegiselo (... – 500 circa) fu re dei Burgundi, governando la zona di Besançon dal 473 al 486 e anche la valle della Saona e parte della valle del Rodano dal 486 fino alla sua morte.

## Origini
Era figlio del re dei Burgundi, Gundioco e della moglie, una sorella del patrizio Ricimero.

## Biografia
Gregorio di Tours lo cita assieme ai fratelli Gundobado, Gundomaro e Chilperico II, come figli di Gundioco e anche il successivo Liber Historiæ Francorum lo cita assieme ai fratelli come figlio di Gundioco, della stirpe del re visigoto, Atanarico.
Alla morte del padre, avvenuta nel 473 circa, Godegiselo assieme ai fratelli Gundobado, Gundomaro e Chilperico II, ascesero al trono, condividendolo con lo zio, Chilperico I.
A Godegiselo toccò di governare la valle del Doubs, con sede a Besançon, mentre i fratelli governavano rispettivamente: Gundomaro un tratto della valle del Rodano con sede a Vienne, Chilperico II la valle della Saona, con sede a Lione, e Gundobado l'alta valle del Rodano con sede a Ginevra.
Dopo la morte dello zio Chilperico I si iniziò lotta fra i fratelli, per la supremazia, nel regno e Gundobado, nel corso del 486, fece assassinare Gundamaro e tra il 486 ed il 490 fece assassinare anche Chilperico II e i suoi discendenti maschi.
Godegiselo, dopo l'eliminazione dei fratelli ampliò la parte di regno da lui governata, risiedendo a Ginevra, mentre il fratello risiedeva a Vienne.
In quegli anni si era anche sviluppata un'alleanza con gli Ostrogoti di Teodorico il Grande, che, nel 490, portò i Burgundi ad intervenire in Liguria, per alleggerire la pressione di Odoacre sugli Ostrogoti asserragliati a Pavia. Pare che i danni provocati dai Burgundi fossero tali che nell'anno in cui Teodorico iniziò a governarla abbonò ai Liguri i due terzi delle imposte.
Quando, intorno all'anno 500, Clodoveo, re dei Franchi, attaccò il regno dei Burgundi, Godigeselo tradì il fratello Gundobado (il tradimento è confermato anche dalla cronaca del vescovo, Mario di Avenches) unendosi ai Franchi. Così i due eserciti sconfissero le truppe di Gundobado e dei suoi alleati Visigoti, presso Digione. Gundobado sfuggì alla morte e alla cattura ritirandosi ad Avignone, dove attese Clodoveo e gli promise di pagargli un tributo, cedendo al fratello la sede di Vienne.
Ma dopo che Clodoveo si era ritirato dalla Burgundia, non solo non pagò più il tributo, ma, riorganizzate le truppe, attaccò saccheggiò Vienne, Godegiselo venne catturato in una chiesa e condannato a morte, nello stesso luogo.
Con la morte di Godigeselo Gundabado era entrato in possesso di tutto il regno di Burgundia.

## Discendenti
Di Godegiselo, non si conosce se ebbe mogli e non si ha notizia di alcuna discendenza.